# Leotiomycetes
Leotiomycetes é uma classe de fungos ascomicetes. Muitas espécies desta classe são patógenos vegetais e nenhuma delas ocorre liquenizada.

## Sistemática
Leotiomycetes contém numerosas espécies com um anamorfo classificado em Deuteromycota, e que apenas recentemente encontraram o seu lugar no sistema filogenético. As classificações mais antigas colocavam Leotiomycetes  no clado Discomycetes (discomicetes inoperculados). Estudos moleculares recentes fizeram alguma luz sobre a sistemática ainda obscura destes fungos. A maioria dos académicos considera Leotiomycetes um clado-irmão de Sordariomycetes na árvore filogenética de Pezizomycotina. A sua divisão em subclasses é bastante apoiada pelos dados moleculares, mas a monofilia global de Leotiomycetes é dúbia.

## Descrição
Morfologicamente, os Leotiomyecetes podem assumir muitas formas. Uma grande parte possui pequenos apotécios como corpos frutíferos com himénio exposto e ascos unitunicados e inoperculados, que se abrem por meio de um poro apical através do qual libertam os esporos. Contudo, Erysiphales, Myxotrichaceae e Thelebolales possuem corpos frutíferos clistotécicos simples. A forma dos corpos frutíferos varia desde aqueles do tamanho de uma grande e colorida bola de ténis (Cyttaria), aos pequenos pontos escuros em agulhas de coníferas (Lophodermium).
A consistência dos corpos frutíferos varia de gelatinosa (Bulgaria) até tomentosa e carnuda a frágil (Hyaloscyphaceae). Erysiphales e Thelebolales possuem corpos frutíferos muito pequenos e fechados, com um só asco. A maioria das espécies forma ascos com oito esporos, mas alguns representantes como Thelebolus stercoreus formam até 2000 esporos por asco.
Os esporos são transversalmente não-septados, hialinos, facilmente assimétricos segundo a direção longitudinal. Em alguns grupos ocorrem formas anamórficas que podem ser hifomicéticos ou celomicéticos.

## Modos de vida
Os modos de vida são tão variados como a morfologia. A sua maioria está de alguma maneira relacionada com plantas: patóeenos vegetais (ex. Sclerotinia), endófitos (ex. Phacidium), saprófitas, micorrízicos (Hymenoscyphus), causadores de podridão das raízes, e também fungos nematófagos.